# Louise de Neve
Louise Adriana Johanna de Neve (Padang, 4 april 1859 - Neuenahr, 20 juni 1913) was een Indisch-Nederlandse schrijfster die ook publiceerde onder het pseudoniem Louise B.B.. De Neve bracht haar jeugd in Indonesië door waar haar vader als luitenant op verschillende plaatsen werkte. Op haar twaalfde werd De Neve naar Nederland gezonden. Nadat ze op achttienjarige leeftijd voor enkele jaren terug naar Indonesië ging, vestigde ze zich definitief in Nederland. Onder de naam Louise B.B. (Blonde Bliksem) schreef ze verscheidene (kinder)boeken en novelles. 